# Liste der Bodendenkmäler in Waidhaus
Auf dieser Seite sind die Bodendenkmäler in dem Oberpfälzer Markt Waidhaus zusammengestellt. Diese Tabelle ist eine Teilliste der Liste der Bodendenkmäler in Bayern. Grundlage ist die Bayerische Denkmalliste, die auf Basis des Bayerischen Denkmalschutzgesetzes vom 1. Oktober 1973 erstmals erstellt wurde und seither durch das Bayerische Landesamt für Denkmalpflege geführt wird. Die folgenden Angaben ersetzen nicht die rechtsverbindliche Auskunft der Denkmalschutzbehörde.

## Bodendenkmäler in Waidhaus

### Bodendenkmäler in der Gemarkung Pfrentsch
| Lage                 | Objekt | Akten-Nr.     | Bild |
| -------------------- | --- | ------------- | ---- |
| Pfrentsch (Standort) | Spätpaläolithische und mesolithische Freilandstation. | D-3-6340-0035 |      |
| Pfrentsch (Standort) | Spätpaläolithische und mesolithische Freilandstation. | D-3-6340-0036 |      |
| Pfrentsch (Standort) | Untertägige Befunde des abgegangenen Hammerschlosses in Pfrentsch mit spätmittelalterlichem Eisenhammer und neuzeitlicher Glasschleife.                  | D-3-6340-0037 |      |
| Pfrentsch (Standort) | Spätmittelalterlicher und neuzeitlicher Damm des ehemaligen Stausees Pfrentscher Weiher.                                                                 | D-3-6340-0038 |      |
| Pfrentsch (Standort) | Archäologische Befunde der frühen Neuzeit im Bereich der Kapelle St. Maria in Pfrentsch, darunter die Spuren von Vorgängerbauten bzw. älterer Bauphasen. | D-3-6340-0052 |      |

### Bodendenkmäler in der Gemarkung Waidhaus
| Lage                | Objekt | Akten-Nr.     | Bild |
| ------------------- | --- | ------------- | ---- |
| Waidhaus (Standort) | Mittelalterlicher Burgstall. | D-3-6340-0033 |      |
| Waidhaus (Standort) | Mesolithische Freilandstation. | D-3-6340-0039 |      |
| Waidhaus (Standort) | Spätpaläolithische und mesolithische Freilandstation. | D-3-6340-0040 |      |
| Waidhaus (Standort) | Spätpaläolithische und mesolithische Freilandstation. | D-3-6340-0041 |      |
| Waidhaus (Standort) | Vorgeschichtliche Siedlung. | D-3-6340-0042 |      |
| Waidhaus (Standort) | Archäologische Befunde des Mittelalters und der frühen Neuzeit im Bereich der Katholischen Pfarrkirche St. Emmeram in Waidhaus, darunter die Spuren von Vorgängerbauten bzw. älterer Bauphasen. | D-3-6340-0045 |      |
| Waidhaus (Standort) | Archäologische Befunde der frühen Neuzeit im Bereich der Katholischen Dreifaltigkeitskirche in Waidhaus, darunter die Spuren von Vorgängerbauten bzw. älterer Bauphasen.                        | D-3-6340-0046 |      |
| Waidhaus (Standort) | Archäologische Befunde des abgegangenen frühneuzeitlichen Schlosses in Ödkühried. | D-3-6340-0047 |      |
| Waidhaus (Standort) | Frühneuzeitliche Schanze. | D-3-6341-0001 |      |
| Waidhaus (Standort) | Frühneuzeitliche Linienverschanzung. | D-3-6341-0002 |      |
| Waidhaus (Standort) | Frühneuzeitliche Schanze. | D-3-6341-0003 |      |
| Waidhaus (Standort) | Teilstück der Kurbayerischen Landesdefensionslinie (1702) mit einer Redoute. | D-3-6341-0004 |      |
| Waidhaus (Standort) | Frühneuzeitliche Schanze. | D-3-6341-0005 |      |
| Waidhaus (Standort) | Archäologische Befunde der frühen Neuzeit im Bereich des ehemaligen Schlosses von Frankenreuth, darunter die Spuren von Vorgängerbauten bzw. älterer Bauphasen.                                 | D-3-6341-0006 |      |
| Waidhaus (Standort) | Archäologische Befunde des frühneuzeitlichen Glashüttengutes Reichenau. | D-3-6341-0008 |      |
| Waidhaus (Standort) | Frühneuzeitliche Wüstung Speckermühle, ehemals Eisenhammer Oberströbl. | D-3-6341-0009 |      |
| Waidhaus (Standort) | Archäologische Befunde der abgegangenen spätmittelalterlichen und frühneuzeitlichen Glashütte Frankenreuth.                                                                                     | D-3-6341-0011 |      |